# Gandanameno
Gandanameno is een geslacht van spinnen uit de familie van de fluweelspinnen (Eresidae).

## Soorten
- Gandanameno echinata (Purcell, 1908)
- Gandanameno fumosa (C.L. Koch, 1837)
- Gandanameno inornata (Pocock, 1898)
- Gandanameno purcelli (Tucker, 1920)
- Gandanameno spenceri (Pocock, 1900)